# Regeringen Thorvald Stauning III
Ministeriet Thorvald Stauning III var Danmarks regering 4. november 1935 – 15. september 1939.
Regeringen bestod af følgende ministre:
- Statsminister: Thorvald Stauning
- Udenrigsminister: P. Munch
- Finansminister:

H.P. Hansen til 20. juli 1937, derefter
Vilhelm Buhl
- Forsvarsminister: Alsing Andersen
- Kirkeminister: Johannes Hansen
- Undervisningsminister: Jørgen Jørgensen

- Justisminister: K.K. Steincke

- Indenrigsminister: Bertel Dahlgaard
- Minister for offentlige arbejdere (Trafikminister): N.P. Fisker

- Landbrugsminister (fra 09. november 1935 Minister for landbrug og fiskeri): Kristen Bording
- Minister for industri, handel og søfart: Johs. Kjærbøl
- Socialminister: Ludvig Christensen